# 具末謨
具 末謨（ハングル：구말모、グ・マルモ、1935年10月3日 -  2022年1月8日)は、日本で生まれ育ち、大韓民国の国籍を持つ在日韓国人２世。朝鮮半島の南北統一、韓日関係改善、ハングルの世界化に先駆けた人物。家族が日本、大韓民国、朝鮮民主主義人民共和国、アメリカに居住するなど、典型的なディアスポラ（離散家族）である。
また、1970年、家族に会うために朝鮮民主主義人民共和国を訪問した事を理由に、1971年に大韓民国の国家保安法と反共法によりスパイ容疑をかけられ投獄。以降2012年に無罪判決が出るまでの41年間、スパイ容疑の冤罪をかけられ続けた被害者の一人でもある。

## 生涯

### 生い立ち
1935年10月3日、日本の滋賀県守山市で、父、具太仁（日本名、山口春治）、母、金本心の間に、３男５女の６番目の子として生まれる。
上に兄２人、姉３人、下に妹２人。
兄よりも姉たちと遊ぶことが多かった具末謨は、姉たちの遊びに無条件に従うことが多く、姉３人は習字が特に上手でよく教えてくれていた。そんな様子を見ていた下の兄は、時に具末謨を厳しく躾けたりもした。この下の兄は、部屋にこもり切りで本を読むことが茶飯事という本の虫であったが、後に具末謨は「長じて私が、本を手離すことのない思慮分別のある人間の仲間入りができたのは、この下の兄のお陰である」と語っている。

#### 父　具太仁
具末謨の父、具太仁は、1911年、韓国の全羅南道麗水市美坪洞から日本へ移住。当初は山口県の海辺の海底炭鉱で採炭作業に従事していたが、過酷で劣悪な労働条件に耐えきれず、終始肺炎に苦しむことになる。さらに、炭鉱の労務管理者による理不尽な暴力にも耐えかね、空腹を抱えながら炭鉱からの脱出を図った。
その後、滋賀県守山市で土木請負業者として成功した具太仁は、故郷の麗水から家族を呼び寄せ新たな生活を始めた。事業が繁盛してゆくに従い、友人や親戚たちも具太仁を頼って日本へ渡って来た。そうした仲間と共に、滋賀県守山市の野洲川の堤防や、国鉄の大阪から米原までの区間の線路に敷く石を運搬する仕事などを請け負っていた。
具太仁の会社、山口組は活気に満ち、働く人たちも不足ない充実した日々を送っていた。事業がさらに繁盛し始めると、朝鮮人だけでは仕事を賄いきれなくなり、日本人の採用にも努めた事で、山口組はさらに厚い信頼を得ていった。具太仁は、性格の豪胆さに似合わず、貧しい人々の心を知ることが出来る情の濃い人でもあり、周りの人たちからは敬意と親愛の念を持って遇されていた。

#### 学生時代
日本に生まれた具末謨は、小学4年生まで、滋賀県守山市の吉身小学校に通ったが、1945年8月15日、日本の降伏により第二次世界大戦が終わりを告げると、祖国大韓民国へと帰国した。
しかし、中学2年時、朝鮮半島で朝鮮戦争が勃発。再び父のいる日本へと渡り、守山中学３学年に編入。その後は滋賀県の名門校・膳所高等学校に進学した。末息子の名門高校合格を喜んだ父、具太仁は、韓国人、日本人の区別なく、友人や村の人たち、会社の人たちを家に招待してパーティを開いた。
高校に入学して間もなく、父を亡くした具末謨は、その後サッカーに没頭した。しかし、国民体育大会には天皇が臨席するため、韓国人は無条件で出場ができないという現実に直面する。監督からは、日本に帰化する事を説得されるが、母も具末謨本人も受け入れることはなかった。それまで、山口哲雄という日本名で生きて来た具末謨にとって、国籍差別はどこか他人事であり、特に深刻に受け取ってはいなかった。しかし、実際に国籍差別を受けてみた時に、韓国人としての差別を骨身に沁みて感じた事で、全てが嫌になって家を飛び出してしまった。その後、友人の家に身を寄せていた具末謨だが、学校に行く気配を見せない事を案じた友人が、その様子を担任の先生にそのまま伝えていた。
しばらくすると、担任の先生が立命館大学・末川博総長名の入学許可証書を持って具末謨の家を訪れた。将来を嘱望される生徒だという事で、校長先生自らが具末謨を推薦した結果であった。こうして具末謨は奨学生として、立命館大学に入学する事になった。
立命館大学法学部に入学した具末謨は、総長の末川博の講義を受講し、平和主義者の人生を熱心に学んだ。「平和とは何か、自由と人権を守り、保持するにはどうすればいいのか、多くの課題について自問自答する事が多くなった。」「分断された祖国の事、在日韓国人について、国籍差別について考えるようになった」とも語っている。そして後に、現実の壁を越えられずに、ただ平和主義を身体に染み込ませていくだけの自分自身をもどかしく感じるようになった具末謨は、もっと大きな、広い場所へ出てゆき、多くの知性溢れる人たちと肩を並べて学んでみたいという欲が高まり、少年の頃から行きたかった大学、早稲田大学を目指すようになった。
早稲田大学政治学科に入学した具末謨が、登校した最初の日に目にしたものが、朝鮮文化研究会と韓国文化研究会の新入生歓迎の立て看板であった。日本の在日の学生たちが朝鮮文化研究会と韓国文化研究会の二つに別れて、別々に新入生の会員を募集していた事に衝撃を受けた具末謨は、双方に「コリア文化研究会という一つの看板を掲げておいて、その中で二つのグループで集まりを持てばいいのではないか」と提案したが、受け入れてはもらえなかった。
この頃はまだ、日本名である山口哲雄の名を名乗っていた具末謨は、「歴史の真ん中で証人となって生きている存在として、祖国は一日も早く統一されなければならないと思えども叶わない悔しくて辛い、悲しみの日々を送って来た。」と語っている。

#### ４.１９革命と在日コリアン
1960年4月19日、大韓民国で起こった四月革命は、日本にいる在日コリアンたちにも大きな影響を与えた。民主主義に対する希望、南北統一への期待、四月革命に共感した在日コリアンたちは、韓学同（在日韓国学生同盟）と留学同（朝鮮留学生同盟）が共同行事として、新入生歓迎会と卒業生歓送会を開催した。留学同が開会の辞を担当し、韓学同からは具末謨が閉会の辞を述べた。南と北が渾然一体となったこの大会は、在日コリアン社会の中で、大きな統一の波となって広がっていったが、1961年5月16日、5・16軍事クーデターの煽りを受けて、このような共同行事は最初で最後となってしまった。
この４.１９革命が契機となり、それまで日本名を名乗っていた具末謨は、本名を宣言して早稲田大学大学院政治学科に入学した。「日本人でもないのに、日本人のように見せかけて生きて来た20年が過ぎた後、韓国人である事を明かしてからは、私は翼をつけて空を飛ぶような気分だった。」と語っている。

### 大使館として活躍
英語、日本語、韓国語に秀でた優秀なビザ担当者が必要だという事で、韓国大使館から声をかけられた具末謨は、駐日韓国大使館ビザ担当として働き始めた。大使館に勤務しながら、日韓親善会の行事の中で、通訳と案内、企画などを行い、日韓親善交流に尽力した。
その後、真っ当な外交官になるためには、学問をもっと深めなければならないと考えた具末謨は、日本や他国で勉強するよりも、母国に行って自分の国からまず知らなければならないと考え、大使館を辞職。延世大学大学院国際政治学部の博士課程に入学した。

### 投獄
延世大学大学院、博士課程を終了し日韓親善交流の民間外交を展開していた1971年11月、陸軍保安司令部に反共法違反容疑者として投獄された。保安司令部はこの時、ソウル、釜山などの地で、前大学教授ら１２名を、国会、政党、学界、言論界、軍部などに浸透して高位機密を探知し、政府転覆の策謀をめぐらしていたとして検挙している。
西大門拘置所に収監された具末謨は、拷問を受けて半身不随になっていた。鼓膜が破れて、片方の耳が聞こえなくなり、右腕と足も上手く使えなくなった。また咳と高熱に苛まれて結核を発症。結核病棟に収監された。
そうして1972年4月24日、ソウル地検は、国家保安法と反共法を適用し、死刑を求刑。
そのような中、「具末謨氏を守る会」を組織し、救援活動を展開したのが、西村関一参議院議員、山岡喜久男早稲田大学教授、佐藤立夫早稲田大学教授、堤口康博早稲田大学教授、詩人の谷川俊太郎らであった。
その後、法的手続きを踏まず令状もなく不当逮捕、不法監禁、脅迫、懐柔、恐喝、拷問を行って得た自白は無効であると主張し、民間人を取締ることのできない保安司の越権行為の不当性を指摘するも、２審の控訴も棄却。懲役15年が宣告された。
その後、1979年8月15日、特別赦免で７名が仮釈放され、さらに2年後の1981年8月15日、第2次特赦により７名と共に大田刑務所より釈放された。

#### 41年ぶりの無罪判決
2012年12月27日午後２時、具末謨が申請した再審の最終判決で、大法院は具末謨に対して無罪を宣告。実に41年ぶりの無罪判決であった。
具末謨は判決後、即座に「大韓民国万歳！」を叫んだ。1970年に家族に会うために朝鮮民主主義人民共和国に行った事実から、スパイ容疑をかけられていたが、１審２審判決では、密航は日本からの帰国事業を通して朝鮮民主主義人民共和国に渡った姉に会うための目的などであったと認定。またスパイ指令を受ける目的ではなかったとも認定。裁判部は「検事が提出した証拠は、具氏が不法拘禁状態で作成されたものなので任意性がなく、証拠となり得ない。証拠能力がある一部陳述と押収書類は、嫌疑を認定するには極めて不十分である。」と無罪の理由を明らかにした。具末謨は裁判終了後、「釈放されて31年が過ぎたが、釈放以後も窓格子のない監獄で生きているような心持ちだった。人間万事塞翁が馬だ。」と達観したように述べ、「無罪判決に応えるためにも、平和統一運動と南北和合、在日僑胞たちの権益伸張のために努力してゆきたい。」と力強く所感を表明した。また、「姉に会いに訪北した事実だけでスパイ罪の嫌疑をかけられ、１０年間も獄中生活を送ったことは悔しい。これもまた南北分断の悲劇ではないのか？」とも述べている。

### 遺骨発掘作業
具末謨は長年に渡り、日本に強制連行された朝鮮人の遺骨発掘作業を継続的に行っている。2012年12月28日、韓国の天安市にて、亜細亜太平洋平和交流協会主催で、政府人士、韓国と日本の重要人士と遺族など２００名余りが参席し、遺骨３６柱の安置式を執り行っている。これは、太平洋戦争時に強制連行され無念の死を遂げた、いわき市付近の炭鉱地域の朝鮮人犠牲者２００〜２５０余名が埋葬された場所を探し出し、発掘、奉還され、金浦空港を通じ故国の元へ安置したものである。韓国の亜細亜太平洋平和交流協会の安ブス会長が先頭に立ち、日本の宗教団体や民間団体、そしていわき市関係者たちが心を一つにして推進した。
この他にも、2009年には、110柱、2010年には31柱の犠牲者遺骸を奉還、安置している。
刑務所での劣悪な環境から悪化した身体と、拷問によって片方の聴覚を失った後遺症などから入院生活を余儀なくされ透析を受ける生活を送っていた具末謨が、病室で最後まで心血を注いた事は遺骨発掘だった。彼は散文詩の中で「血液透析を受けていない時間は目鼻、開く間も無く忙しい。今は太平洋遺骨写真の下の韓国語を日本語に翻訳する作業をしている。注射針が差し込まれている時間は祖国を思うことができ、注射針が差し込まれていない時は祖国の為の行動が出来て幸せだ」と詩を書いた。

#### 養子　具幸司
2019年11月11日、日本東京韓国語学校（日本本部）にて「私の夢発表大会」が行われた際、NPO法人ウリ花の代表である具幸司が自らの養子である事を呉ヤンシム理事長に紹介した。
具幸司は日本人であるが、具末謨の思想と哲学を受け継ぎ、名前も韓国名に変えた。韓朝日関係改善と、朝鮮半島南北統一、ハングル世界化の実現を目指し、2019年にNPO法人ウリ花を設立し、活動している。

## 年譜
- 1935年 - 日本の滋賀県守山市に生まれる。
- 1942年 - 守山吉身小学校入学。
- 1946年 - 小学校４学年時、帰国船に乗り故郷・麗水へ。麗水鐘山初等学校４学年に編入学。
- 1949年 - 麗水初等学校卒業、大田中学校入学。
- 1950年 - 大田中学校２年中退。大田から麗水の故郷に帰郷。６.２５動乱勃発。
- 1951年 - 密航船に乗船し、日本へ。守山中学校に編入学。
- 1952年 - 滋賀県立膳所高等学校入学。
- 1955年 - 膳所高等学校長より将来を嘱望される生徒として推薦を受け、立命館大学、末川博総長の特別奨学生として法学部に入学。
- 1956年 - 立命館大学で平和主義思想を学びながら、少年の頃から行きたかった早稲田大学を受験し合格。政治学科に入学。
- 1960年 - 早稲田大学政治学科卒業。早稲田大学大学院政治学科入学。
- 1963年 - 早稲田大学大学院政治学科修士卒業。駐日韓国大使館ビザ担当奉職。
- 1967年 - 大使館職員辞職。韓日親善交流民間外交活動を開始。
- 1968年 - 延世大学大学院博士課程入学。
- 1970年 - 延世大学大学院博士課程修了。
- 1971年
  - 11月5日 逮捕拘禁される。
  - 11月20日　ソウル拘置所・病舎転房。
- 1972年
  - 4月24日 １審死刑求刑。
  - 9月19日　２審実刑１５年宣告・控訴棄却。李ビョンヒ長官、西村関一参議院議員、宇野宗佑衆議院議員特別接見。大田教導所移管。
- 1979年 - 在日僑胞１次釈放（７名）。
- 1981年 - 8.15光復節特赦、在日僑胞２次釈放・７名と共に大田刑務所より釈放。
  - 12月25日 帰日。伊丹空港で記者会見。
- 1982年 - 在日全南道民会事務局長。
- 1983年 - 民団東京本部国際部長。
- 1985年 - 民団東京本部権益擁護委員長。
- 1991年 - 「島山・安昌浩」翻訳出版。「ドキュメント・ソウル五輪」出版。
- 1996年 - 島山国際フォーラム委員長。
- 2002年 - アリラン祝祭・民団系幹部と平壌訪問。
- 2004年 - 再度民団幹部と離散家族面談のため平壌訪問。民団東京本部平和統一推進委員長。平和統一聯合が創設され、初代中央会長に就任。
- 2009年 - 在日全南道民会会長。
- 2012年 - 2012麗水エキスポ弘報大使。「誇らしい麗水人賞」受賞。４１年越しでスパイ容疑が無罪判決。
- 2013年 - 2013順天湾国際庭園博覧会弘報大使。韓国で自叙伝『離散アリラン』出版記念会開催。
- 2014年 - 『離散アリラン』日本版出版。
- 2015年 - ソウル市江南区の白岩アートホールで、舞台『離散アリラン』上演。
- 2022年 - 1月、日本にて死亡。享年86歳。

## 翻訳出版書籍
- 李光洙『至誠天を動かす―大韓民国独立運動の父 島山安昌浩の思想と生涯』現代書林、興士団出版部編集、1991年9月1日。ISBN 978-4876204915。
- 朴世直『ドキュメント・ソウルオリンピック』潮出版社、1991年7月1日。ISBN 978-4267012884。
- 申京淑『或る失踪・冬の寓話』文科、1997年7月。ISBN 978-4906510979。
- 李東元『日韓条約の成立 李東元回想録 椎名悦三郎との友情』彩流社、2016年9月13日。ISBN 978-4-7791-2245-3。

## 監修編集書籍
- 具末謨 （編）『韓国全羅散策ガイド 豊饒の地へようこそ！ 麗水−海洋博 順天−庭園博 南原−春香 智異山』評言社、2012年5月17日。ISBN 978-4-8282-0559-5。
- 金東仁『小説大院君 雲峴宮の春』彩流社、2016年12月28日。ISBN 978-4-7791-2279-8。